# Lajos Batthyány
Lajos Batthyány [lajoš baťáňi], česky znám také jako Ludvík František Josef Batthyány nebo slovensky Ľudovít Batthyány (10. února 1807 Prešpurk (Bratislava) – 6. října 1849 Pešť), byl uherský šlechtic z rodu Batthyányů, maďarský vlastenecký politik a v roce 1849 první předseda maďarské parlamentní vlády.

## Život

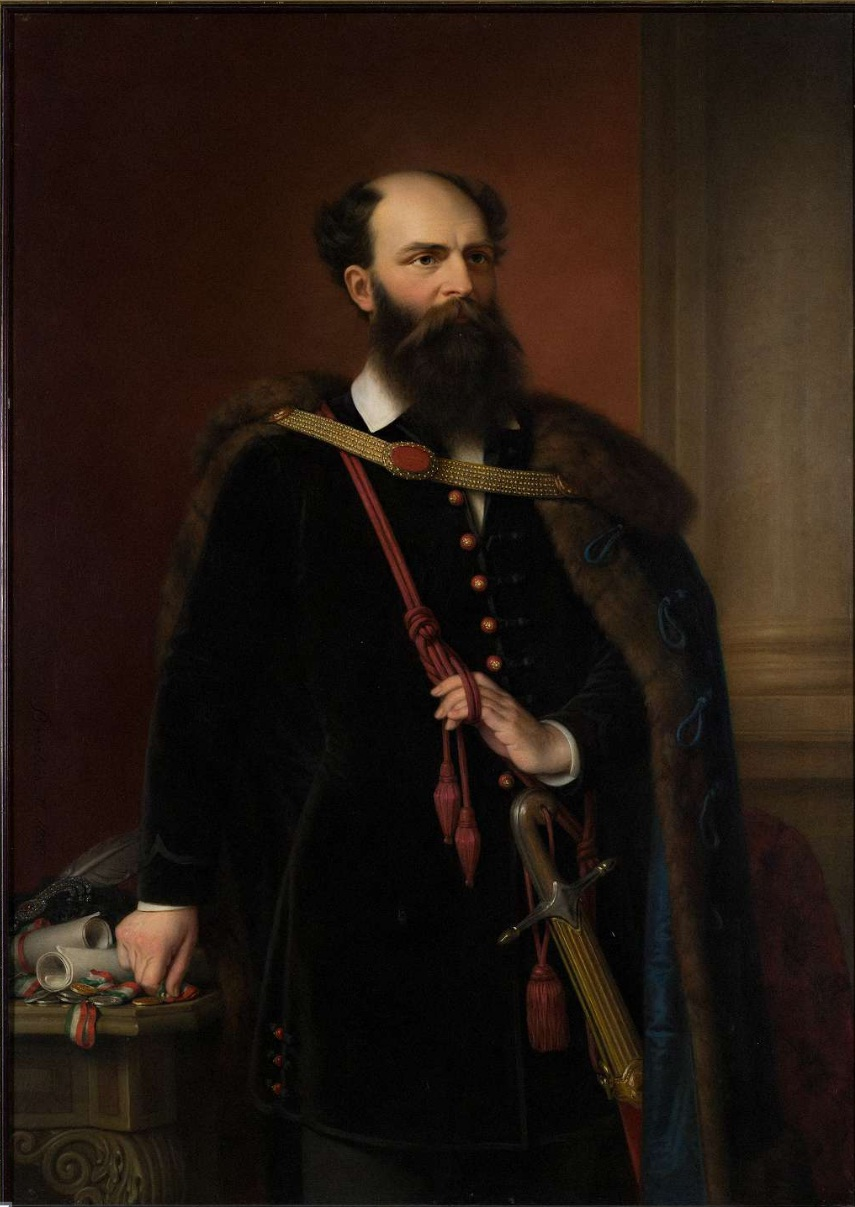
M. Barabás: Lajos Batthyány (1848)

Pocházel z bohaté a historicky významné šlechtické rodiny Batthyányů, z níž pocházela řada biskupů, politiků a vojevůdců. Když se rodiče rozvedli, odjel s matkou do Vídně a byl vychováván v internátní škole. Po studiu akademie v Záhřebu odjel na čtyři roky do Itálie, kde získal hodnost poručíka a promoval v právu. Od roku 1830 zasedal jako dědičný člen uherské horní komory a roku 1834 se oženil s hraběnkou Antonií Zichyovou, s níž měl tři dcery. Zasazoval se o reformy v hospodářství, podporoval chov koní a pěstování bource morušového a zakládal zemědělské akademie.

## Politická činnost
Od roku 1839 byl ve sněmu aktivnější a později začal podporovat Kossutha, i když se s ním jako šlechtic a zastánce konstituční monarchie v názorech neshodoval. Od roku 1847 byl ve sněmu vůdcem opozice a byl členem delegace, která nakonec ve Vídni prosadila, aby maďarská vláda byla v Uhrách suverénní. Dne 17. března 1848 jej císař Ferdinand I. Dobrotivý jmenoval prvním ministerským předsedou Uherska. Vláda zápasila s mnoha problémy a Batthyány se snažil zorganizovat krajské vlády a nezávislou maďarskou armádu. 29. srpna odjel s Ferencem Deákem do Vídně, aby přiměli císaře odvolat bána Josipa Jelačiče a podřídit rakouskou armádu v Uhrách uherské vládě, s čímž císař nakonec souhlasil. Batthyány však současně nabídl Jelačičovi, aby se Chorvatsko osamostatnilo, jenže Jelačič místo toho vtrhl 11. září do Uher.

## Samostatná maďarská republika

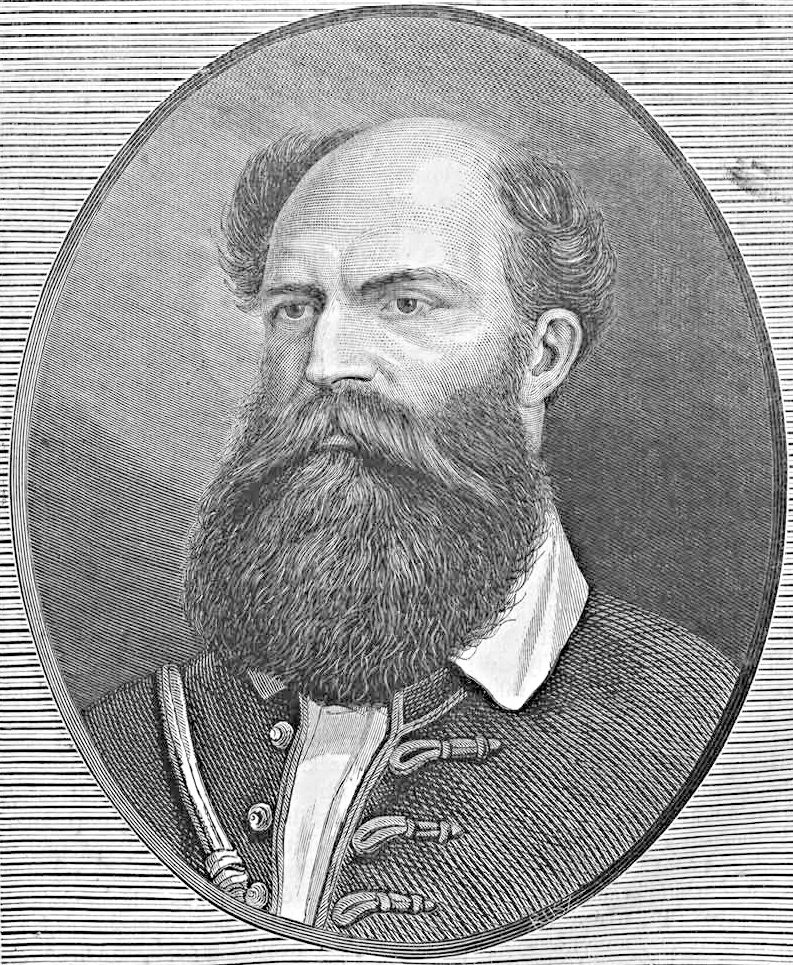
Lajos Batthyány

Batthyány resignoval, ale na nátlak uherského palatina Štěpána vzal resignaci zpět. 13. září vyhlásil Batthyány vzpouru proti císaři a chtěl, aby ji palatin vedl, což ten odmítl a opustil Uhry. 25. září císař odmítl uznat Batthyányho vládu a jmenoval velitelem armády hraběte von Lamberg, jehož však vzbouřenci 28. září v Pešti zabili. 29. září porazila Batthyányho armáda Jelačiče v bitvě u Pákozdu, 2. října však Batthyány resignoval a vstoupil do armády jako voják. 11. října spadl s koně a zlomil si ruku, takže se vrátil do politiky. Snažil se jednat s generálem Windischgrätzem, který ho však nepřijal. 8. ledna 1849 se vrátil do Pešti, kde byl zajat, odvezen do Bratislavy, Lublaně a Olomouce, kde byl 16. srpna vojenským tribunálem odsouzen k trestu smrti. Ve vězení se neúspěšně pokusil o sebevraždu dýkou, kterou mu přinesla jeho žena, a 6. října byl zastřelen.
Týž den bylo v Aradu popraveno i 13 maďarských velitelů (Aradští mučedníci).
Roku 1870 byly jeho ostatky přeneseny do mauzolea na hřbitově Kerekesi v Budapešti.

### Literatura

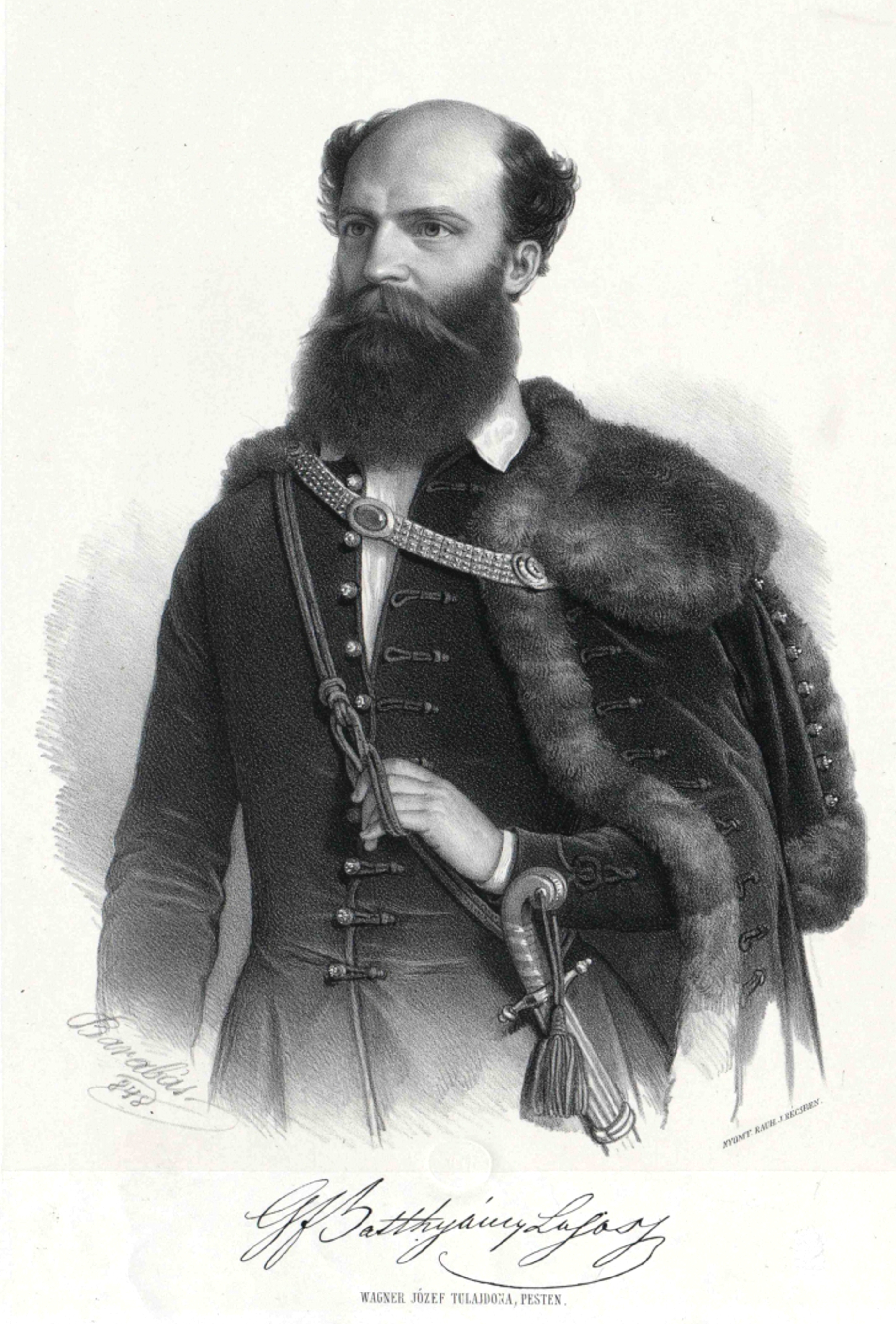
Lajos Batthyány